# Dagon (povídka)

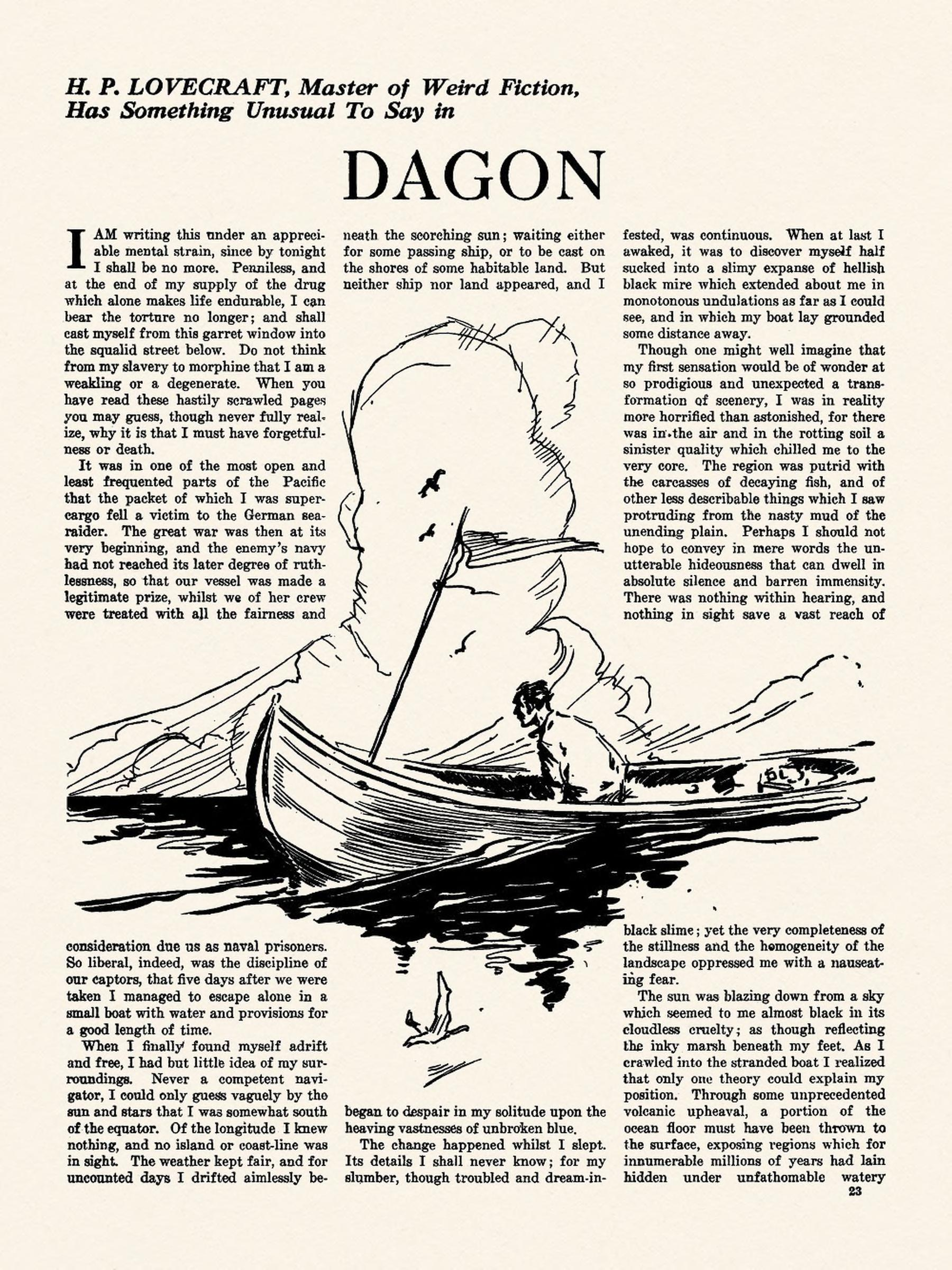
Stránka časopisu Weird Tales z října 1923, kdy povídka Dagon vyšla podruhé; autorem ilustrace je William Heitnman

Dagon je hororová povídka amerického spisovatele Howarda Phillipse Lovecrafta. Byla napsána v roce 1917 jako jedna z prvních autorových dospělých prací. Vyšla v roce 1919 v časopise Vagrant a posléze v roce 1923 v časopise Weird Tales. Pojednává o ostrově, který se vynořil z hlubin uprostřed Tichého oceánu. Vypravěč, který na místo náhodou zabloudí, spatří gigantickou vodní bytost objímající záhadný, hieroglyfy popsaný monolit dávných podmořských kultur; podaří se mu uprchnout, ale ze vzpomínek a snů na tvora, kterého si ztotožní s starověkým bohem Dagonem, posléze zešílí. Jedná se o první Lovecraftovu povídku, která pracuje, byť zatím jen náznakově, s konceptem „vesmírné hrůzy“, jímž se autor později proslavil.

## Děj
Vypravěčem je pološílený muž, jemuž již ani morfium nepomáhá zapomenout na hrůzné události, jež prožil za války v Pacifiku. Do nesnází se podle svých slov dostal, když byla dopravní loď, na níž se plavil, obsazena německým torpédoborcem. Sám z německé lodi sice unikl, avšak na člunu bloudil po oceánských dálavách, dokud nedospěl k ostrovu, který se zjevně vinou sopečné erupce právě vynořil z hlubin; je zevrubně popisován jako místo plné skalnatých výběžků a říms, bahna a rozkládajících se ryb. Vypravěč vzpomíná, že na místě trpěl podivnými sny a vzpomínal na Satanův výstup říšemi temnoty ve Ztraceném ráji. V měsíčním světle zde dospěl až ke gigantickému monolitu, s množstvím soch, hieroglyfů a basreliéfů zobrazujících mořské tvory a záhadné, obrovské bytosti na pomezí lidí a ryb, bizarní „mimo představivost Poea a Bulwer-Lyttona“, jak vykonávají obřad v podmořském chrámu. Hrůzné dění pak údajně vyvrcholilo zjevením obrovského šupinatého tvora podobného bájnému Polyfémovi, který se vynořil z moře a monolit objal. Vypravěč sice uprchl a podařilo se mu z ostrova uniknout na člunu, avšak to, co spatřil, jej přivedlo na pokraj šílenství a o záhadné bytosti od té doby neustále uvažuje a sní. Ve svém zážitku vidí paralelu s kultem pelištejského rybího božstva Dagona, avšak etnolog, se kterým se radil, nebyl jeho úvahám nakloněn. Ve snech vidí vypravěč rovněž budoucí zkázu lidstva v podobě potopení kontinentů pod hladinu oceánů. Povídka končí jeho definitivním vyšinutím: v sanfranciské nemocnici, kde se nachází, slyší mořskou bytost za dveřmi a chystá se spáchat sebevraždu.

## Okolnosti napsání a vydání
Povídka byla napsána v červenci roku 1917. Autora k tvorbě ponouklo kladné přijetí jeho raných povídek (Zvíře v jeskyni, Alchymista) a povzbudivá slova W. Paula Cooka. Text čítá 2240 slov. Poprvé vyšel v časopise Vagrant v listopadu 1919, znovu byl otištěn v časopise Weird Tales, nejprve v říjnu 1923, poté ještě jednou v lednu 1936. Součástí prvního vydání byla také krátká předmluva „Howard P. Lovecraft's Fiction“ (Prózy Howarda P. Lovecrafta), kterou napsal autorův přítel a vydavatel W. Paul Cook.

## Interpretace
S. T. Joshi uvedl, že ačkoliv jde o ranou povídku, nese již mnohé prvky, které jsou typické i pro autorovu zralou tvorbu. Jde především o využívání prvků „vesmírné hrůzy“ (byť v Dagonovi jde spíše o gigantické rozměry tvora než o jeho explicitní původ mimo Zemi) a bytostí, které člověka svou starobylostí a mocí nekonečně přesahují, a současně důraz na realističnost a až vědeckou pečlivost v popisech, zde uplatněnou při zachycení ostrova, který se vynořil z vln. Kritik William Fulwiler si povšiml možného ovlivnění povídkou „Fishhead“ (Rybí hlava) od Irvina S. Cobba, která byla vydána v roce 1913 v časopise Argosy a kterou Lovecraft v dopise redaktorovi tohoto periodika chválil.
Koncept nestvůrné mořské bytosti jménem Dagon patrně pochází z představy starověkého semitského boha Dagona či Dagana s postavou napůl humanoidní, napůl rybí. Šlo však o zakořeněný omyl, jenž měl kořeny již ve 4. století a který byl založen na podobnosti jména tohoto božstva (znamenající „obilí“) a hebrejského slova „dag“ (ryba). Vyobrazení tvorů napůl lidských a napůl rybích, od středověku do 20. století běžně spojovaná s Dagonem (byť šlo o jiná stvoření), patrně dlouho ovlivňovala evropské představy o mořských pannách a podobných tvorech. V době napsání povídky mylná představa Dagona jako rybího boha ještě nebyla zpochybněna. V kontextu Lovecraftova díla navazují na povídku především povídky „Chrám“ (1920), „Volání Cthulhu“ (1926) a „Stíny nad Innsmouthem“ (1931).
V roce 1921 sestavil Lovecraft soubor esejí In Defence of Dagon (Na obranu Dagona), svůj první pokus o teoretičtější uchopení žánru a současně odpověď na kritiku vznášenou vůči jeho textům. Zde autor mimo jiné uvedl, že hrdina se mohl plazit, i když se bořil do bahna, což některým komentátorům díla připadalo nemožné – Lovecraft tvrdil, že povídku částečně založil na snu, který se mu zdál, a blátem se v tomto snu skutečně dokázal s námahou pohybovat. Taktéž zavrhl představu, že nestvůra se na konci zjeví v San Franciscu, jak se domnívali někteří kritikové. To, že ji vypravěč spatří, je jen halucinace, nutný důsledek jeho monomanie.

## Česká vydání
Překlad povídky do češtiny pořídila Eva Marxová a vyšla v šesti knižních vydáních Lovecraftových próz:
- Dagon a jiné horory (Zlatý kůň, 1990)
- V horách šílenství (Aurora, 2002)
- V horách šílenství (Laser-books, 2010)
- Spisy 1: Hrobka (Albatros, 2010)
- V horách šílenství (Carcosa, 2017)
- Spisy 1: Hrobka (Kniha Zlín, 2022)

Povídka byla publikována také v překladu Andreje Stankoviče v časopise Poslední dávka v roce 1991.